# Joachim de Beauvoir du Roure
Joachim de Beauvoir du Roure, dit le Brave Brison, né en 1577 et mort en 1628. 
Il servit d'abord en Savoie, sous François de Bonne de Lesdiguières; puis, ayant abandonné le Catholicisme, se mit à la tête des Huguenots du Vivarais, s'empara de Privas (1620), favorisa par son activité les opérations des réformés de Nîmes et de Montpellier, et tint en échec pendant six ans les troupes de Lesdiguières. Il fit enfin la paix avec le connétable, et fut nommé maréchal de camp (1626) ; mais, devenu par là suspect à ses coreligionnaires, il fut assassiné par eux près de Privas.

## Source
Cet article comprend des extraits du Dictionnaire Bouillet. Il est possible de supprimer cette indication, si le texte reflète le savoir actuel sur ce thème, si les sources sont citées, s'il satisfait aux exigences linguistiques actuelles et s'il ne contient pas de propos qui vont à l'encontre des règles de neutralité de Wikipédia.